# Cafeeiro
- Commons
- Wikispecies

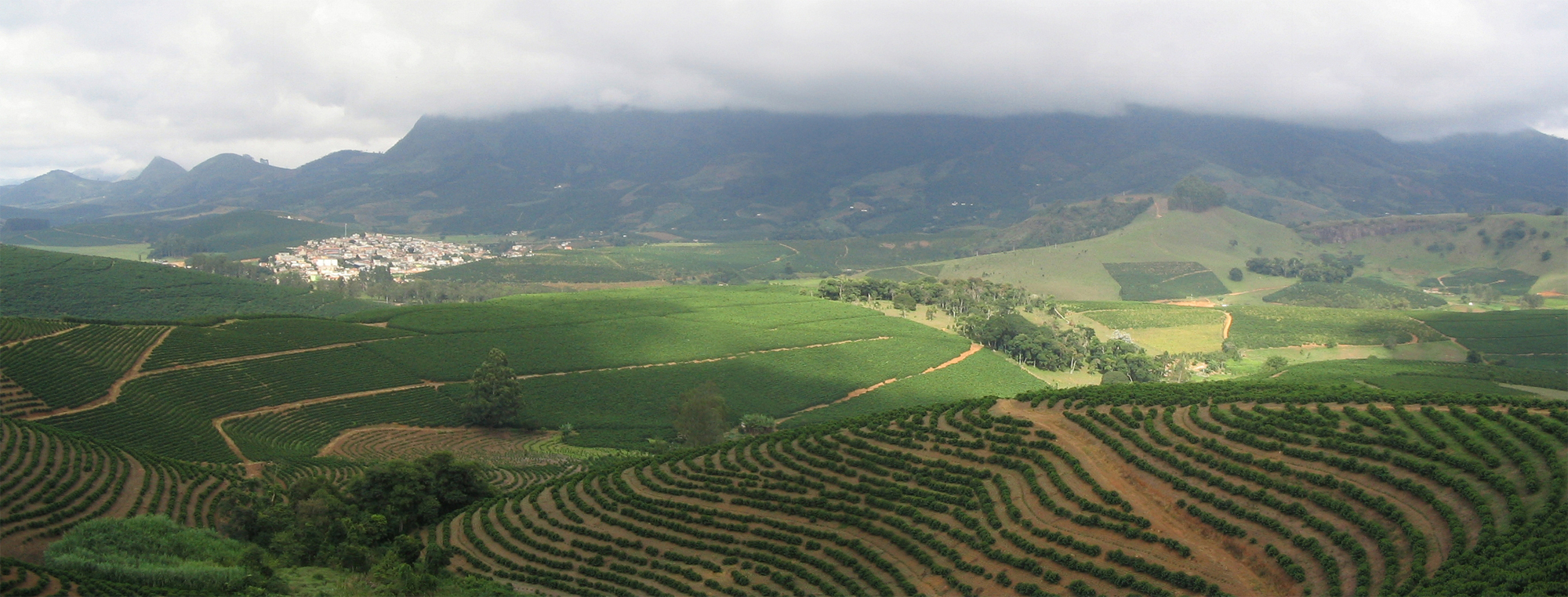
Plantação de café-arábica em São João do Manhuaçu, em Minas Gerais, no Brasil

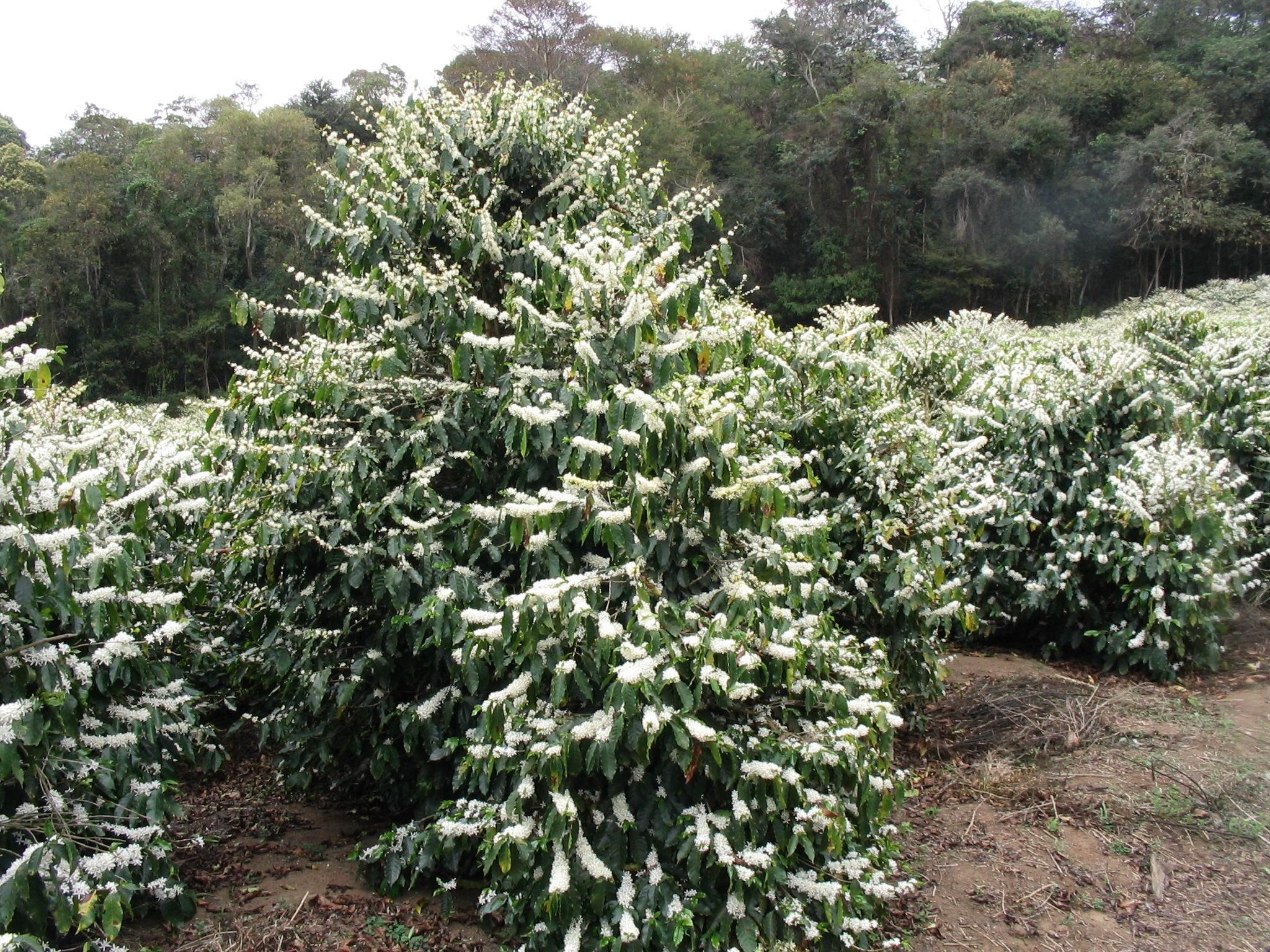
Coffea arabica em floração

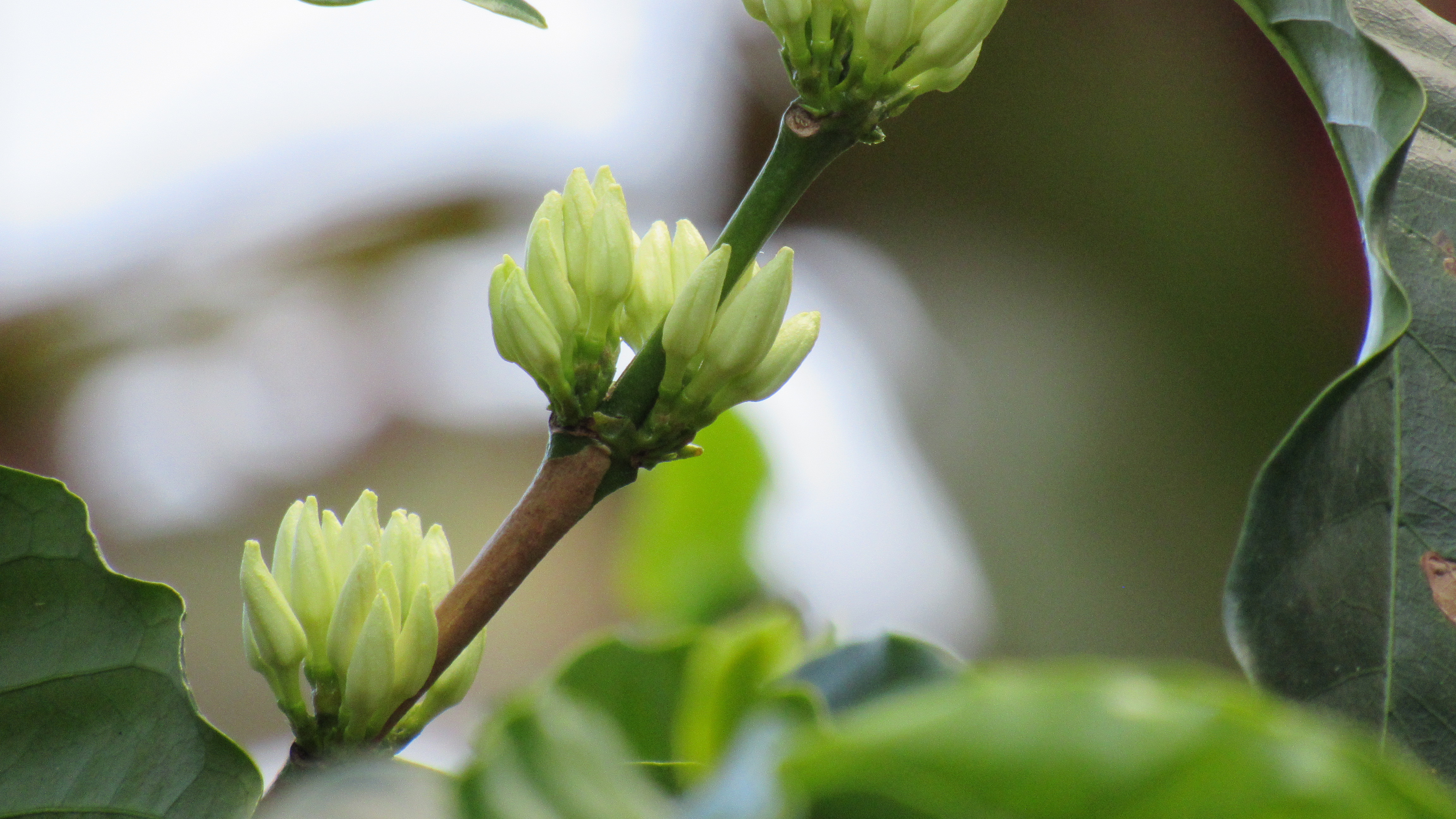
Macro, Flor de Café

O cafeeiro (nome científico: Coffea sp.) é um arbusto da família Rubiaceae e do gênero Coffea L., da qual se conhecem 103 espécies. Destas, se colhem as sementes, a partir do fruto com as quais se prepara a bebida estimulante conhecida como café. O cafeeiro é largamente cultivado em países tropicais, tanto para consumo próprio como para exportação para países de clima temperado. O Brasil é o maior produtor e exportador mundial de café, seguido pelo Vietnã e a Colômbia.

## Botânica

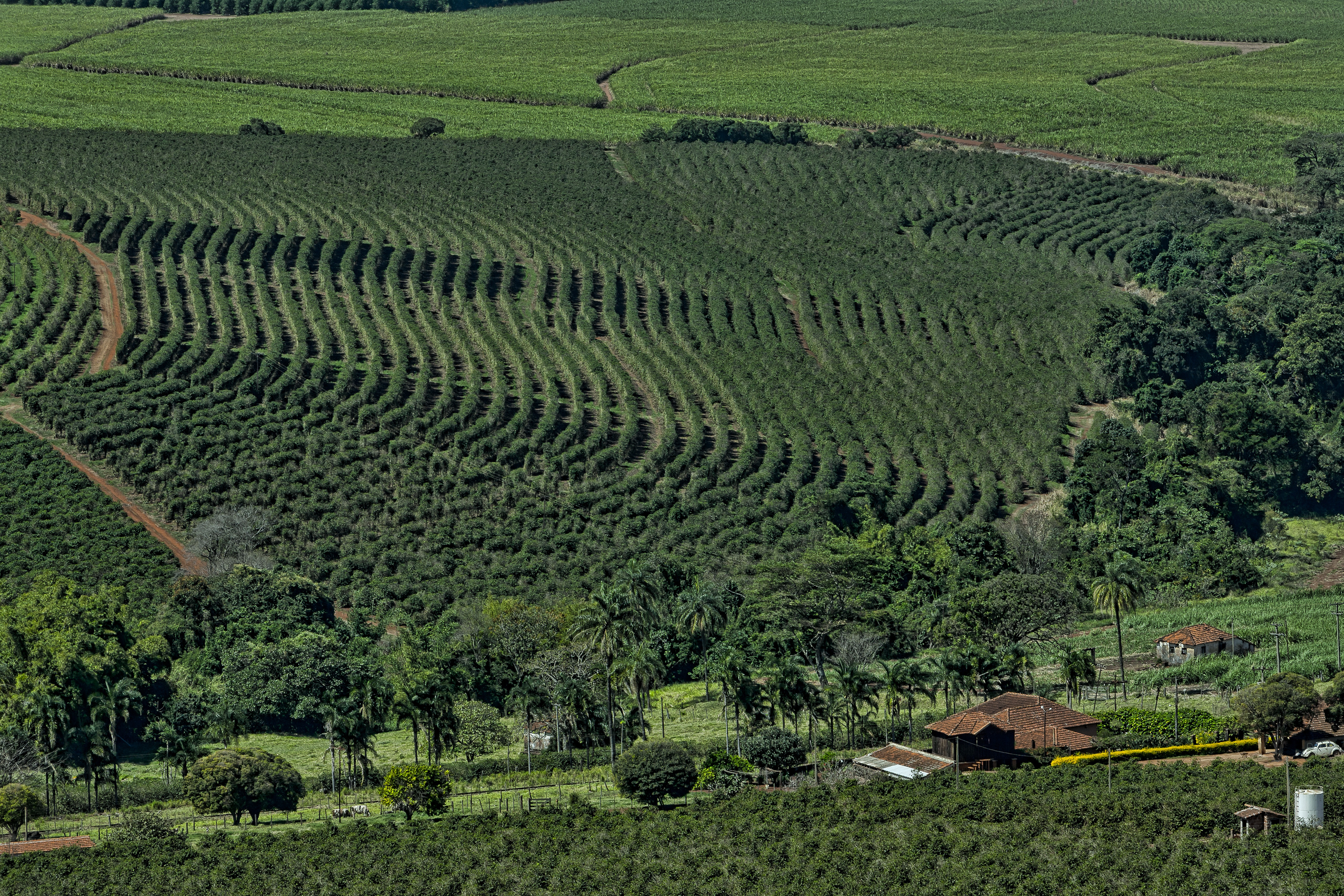
Plantação de café após a passagem da maquina de colheita

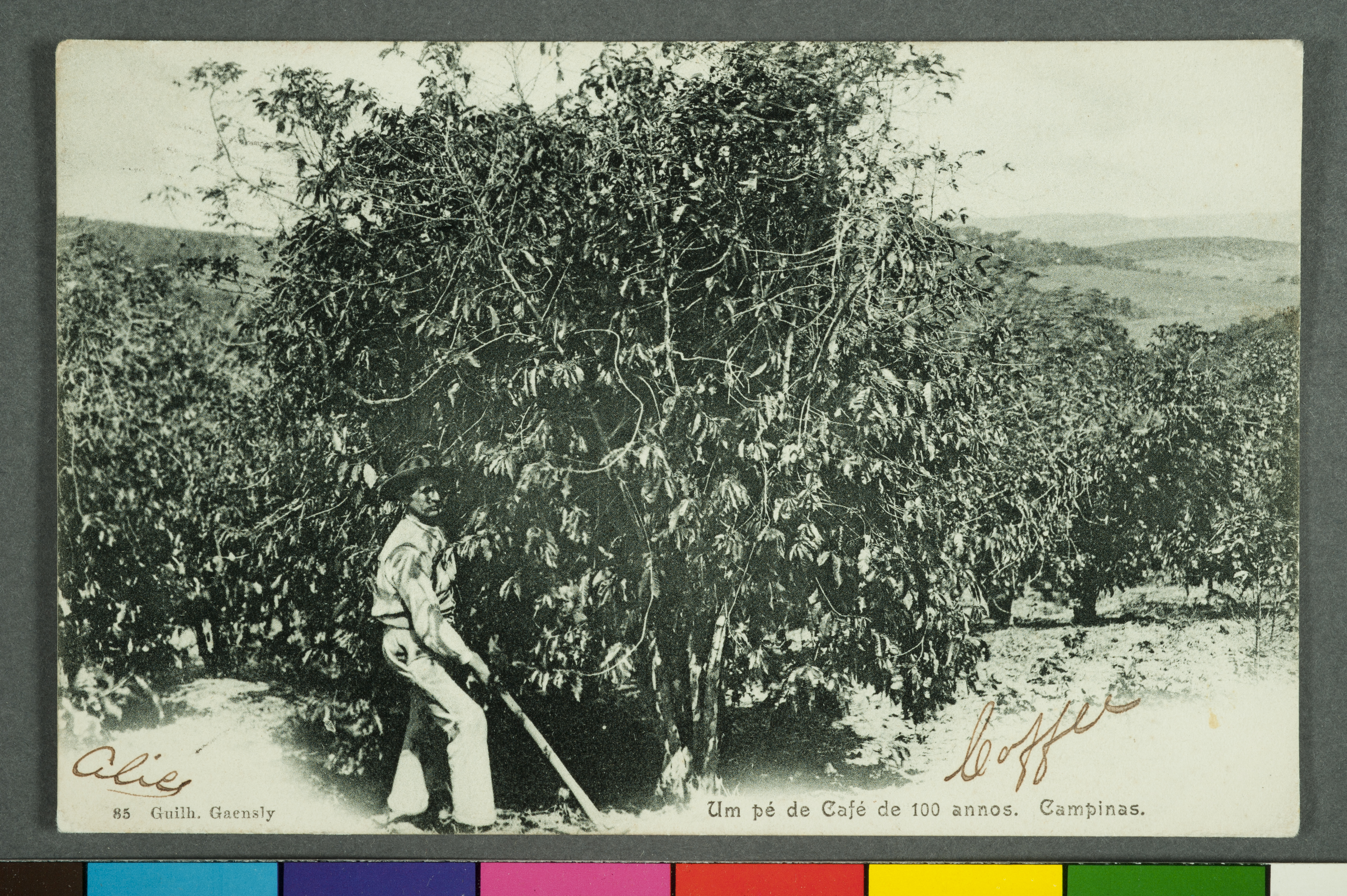
Cafeeiro registrado por Guilherme Gaensly em 1906, anotado como tendo 100 anos de idade.

O cafeeiro é uma lanta de longevidade perene e encontrada em habitat terrestre, que pode medir de 2 a 5 metros na fase adulta. Apresenta um sistema radicular esbranquiçado em forma cônica, onde 80 por cento das raízes prevalecem nos primeiros 20 centímetros de profundidade, nas chamadas raízes da placa superficial, e um caule lenhoso tipo tronco de cor verde na fase juvenil e marrom quando adulto, com desenvolvimento exógeno e direção ereta.
Folhas persistentes, com a presença de domácias nas junções entre a nervura principal e as secundárias. Prefoliação característica valvar e posição caulinar. Filotaxia oposta e nervação perinérvea, constituição peciolada. Suas folhas apresentam constituição simples e limbo de forma elíptica, base acuminada, ápice aristada e margem ondulada. Seu tamanho pode variar de 90 a 180 milímetros na fase adulta. Sua superfície é sem pelo (glabra), com brilho acentuado na face adaxial e fosca na face abaxial; cerca de 200 estômatos por milímetro quadrado, com consistência coriácea e presença de estípulas persistentes. Possuem elevados níveis de mangiferina (ver: Chá de folha de café). Estudos indicam que esta substância influencia positivamente os níveis de colesterol, sendo também anti-inflamatória, antidiabética e protetora das células nervosas.
Sua inflorescência é de posição axial e as flores, em forma de glomérulos. Possui simetria, sendo actinomorfa, é uma flor perfeita e hermafrodita; diclamídea, medindo de a da margem inteira. A cor do cálice é verde e da corola branca. Sua prefloração é imbricada de atitude infletida. Estames em número 5 e alternos de inserção epipétalos. Coesão poliadelfos e construção homodínamo. Filete em forma filiforme e antera extorsa. Deiscência dos estames longitudinal. Somente um pistilo de construção aberta e coesão simples; estilete de longevidade persistente e inserção terminal.
Estigma também terminal. Ovário com 2 lóculos, de inserção ínfera, placentação axial. Fruto com duas lojas e indeiscente, fruto tipo drupa com duas sementes. O seu principal princípio ativo é a cafeína.

## Ecologia
O cafeeiro tem dentre seus inimigos naturais pragas como o bicho-mineiro (Mariposa do Café) (Leucoptera coffeella), cujas larvas atacam suas folhas, formando caminhos que lembram minas, causando grande estrago.

## Sinonímia do gênero
| - Buseria T. Durand - Cafe Adans. - Hexepta Raf. - Leiochilus Hook.f. - Nescidia A. Rich. | - Paolia Chiov. - Pleurocoffea Baill. - Psilanthopsis A. Chev. - Solenixora Baill. |

## Espécies

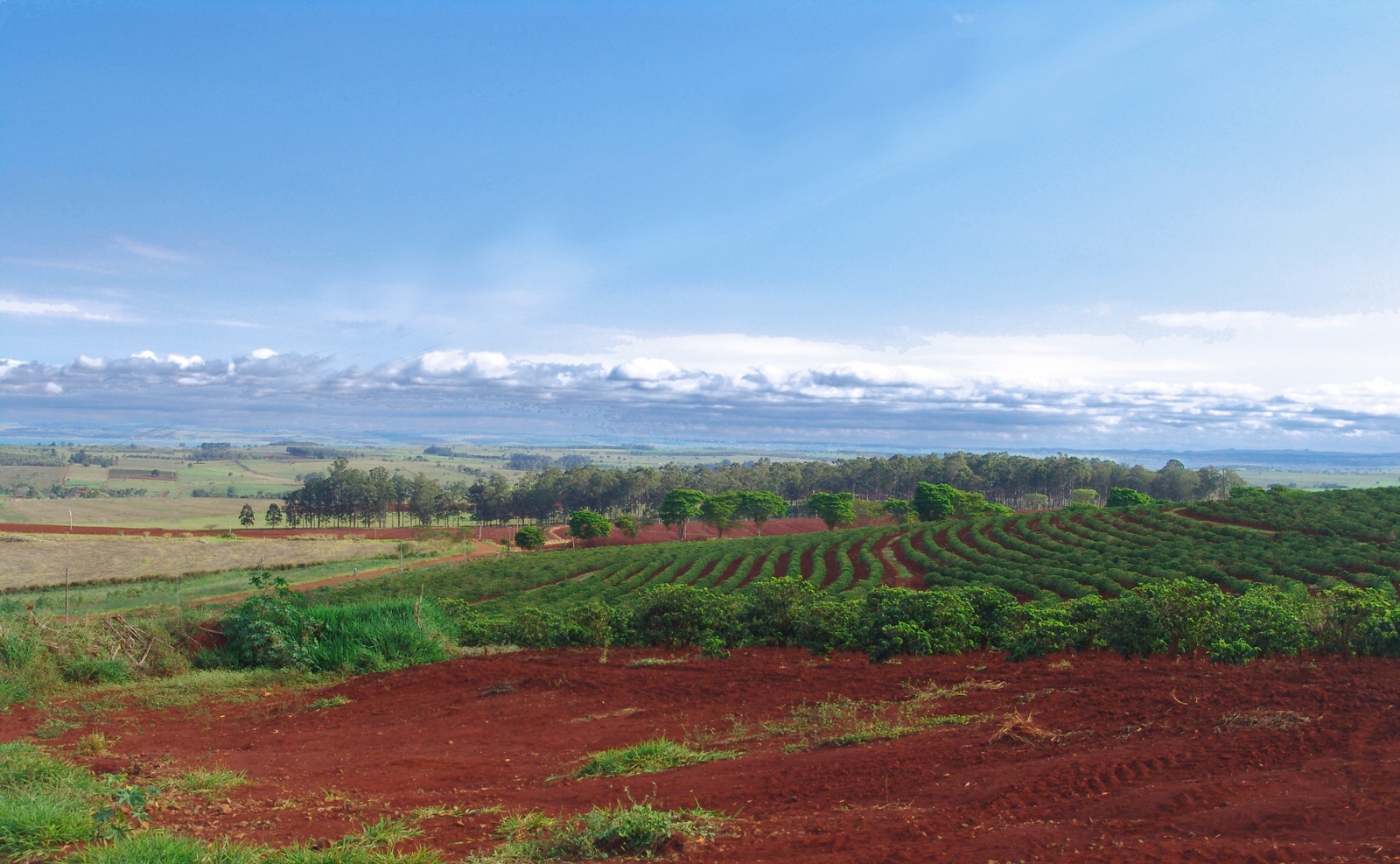
Plantação do Coffea arabica em Arandu, em São Paulo, no Brasil

A espécie Coffea arabica é conhecida por "café-arábica". É um arbusto de folhas persistentes, em que as folhas são opostas, elípticas, culminadas inteiras por vezes onduladas, glabras e com estípulas pequenas persistentes. As flores são bracteadas e dispostas em fascículos auxiliares de quatro. A corola é tubulosa-assalveada, branca ou ligeiramente rosada. Os estames são em número de cinco. O ovário é ínfero, o fruto é uma pseudodrupa com cerca de um centímetro e meio de comprimento, de cor vermelha ou amarela, tornando-se com a maturação castanho-anegrado, em geral com duas sementes. No café moca, o fruto só tem uma semente com uma fenda longitudinal profunda.

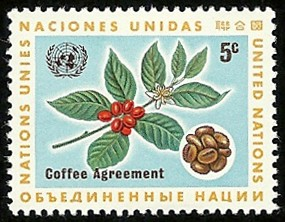
Selo postal da UNESCO tendo o café como tema filatélico.

A espécie Coffea canephora, conhecida como "café-robusta" ou "conilon", difere da espécie anterior por ser um arbusto ou pequena árvore, geralmente multicaule, com folhas marcadamente elípticas, onduladas mais ou menos atenuadas nas extremidades. As flores agrupam-se em fascículos de seis, desenvolvendo-se em geral duas ou quatro. O limbo da corola apresenta-se com cinco a sete lobos. Os estames são isómeros. O fruto mede cerca de doze milímetros de comprimento e é vermelho. Esta espécie é espontânea desde a África Ocidental até Uganda.
A espécie Coffea liberica, conhecida por "café-libérica", é um arbusto ou pequena árvore, de folhas coriáceas, grandes, elíptico-oblongadas ou elíptico-ovadas. As flores agrupam-se em fascículos de uma a quatro flores. O limbo da corola tem seis a nove lobos. Os estames são isómeros. O fruto tem um comprimento compreendido entre os dois e três centímetros. A espécie é originária da África tropical.
A espécie Coffea racemosa, conhecida por "café-racemosa" ou" café-de-inhambane", distingue-se por ser um arbusto ou pequena árvore muito ramosa. As folhas são ovado-lanceoladas, caducas ou marceronsas. As flores axilares são solitárias. O limbo da corola possui seis ou nove segmentos. Os estames são isómeros. O fruto subglaboso é vermelho. As sementes são mais pequenas e muito desiguais. É originária da África oriental.

## Lista de espécies
- Coffea abbayesii J.-F.Leroy
- Coffea affinis De Wild.
- Coffea alleizettii Dubard
- Coffea ambanjensis J.-F.Leroy
- Coffea ambongenis J.-F.Leroy ex A.P.Davis
- Coffea andrambovatensis J.-F.Leroy
- Coffea ankaranensis J.-F.Leroy ex A.P.Davis
- Coffea anthonyi Stoff. & F.Anthony
- Coffea arabica L.
- Coffea arenesiana J.-F.Leroy
- Coffea augagneurii Dubard
- Coffea bakossii Cheek & Bridson
- Coffea benghalensis B.Heyne ex Schult.
- Coffea bertrandii A.Chev.
- Coffea betamponensis Portères & J.-F.Leroy
- Coffea bissetiae A.P.Davis & Rakotonas.
- Coffea boinensis A.P.Davis & Rakotonas.
- Coffea boiviniana A.P.Davis & Rakotonas.
- Coffea bonnieri Dubard
- Coffea brassii (J.-F.Leroy) A.P.Davis
- Coffea brevipes Hiern
- Coffea bridsoniae A.P.Davis & Mvungi
- Coffea buxifolia A.Chev.
- Coffea canephora Pierre ex A.Froehner
- Coffea carrissoi A.Chev.
- Coffea charrieriana Stoff. & F.Anthony
- Coffea cochinchinensis Pierre ex Pit.
- Coffea commersoniana (Baill.) A.Chev.
- Coffea congensis A.Froehner
- Coffea costatifructa Bridson
- Coffea coursiana J.-F.Leroy
- Coffea dactylifera Robbr. & Stoff.
- Coffea decaryana J.-F.Leroy
- Coffea dubardii Jum.
- Coffea ebracteolata (Hiern) Brenan
- Coffea eugenioides S.Moore
- Coffea fadenii Bridson
- Coffea farafanganensis J.-F.Leroy
- Coffea floresiana Boerl.
- Coffea fotsoana Stoff. & Sonké
- Coffea fragilis J.-F.Leroy
- Coffea fragrans Wall. ex Hook.f.
- Coffea gallienii Dubard
- Coffea grevei Drake ex A.Chev.
- Coffea heimii J.-F.Leroy
- Coffea homollei J.-F.Leroy
- Coffea horsfieldiana Miq.
- Coffea humbertii J.-F.Leroy
- Coffea humblotiana Baill.
- Coffea humilis A.Chev.
- Coffea jumellei J.-F.Leroy
- Coffea kapakata (A.Chev.) Bridson
- Coffea kianjavatensis J.-F.Leroy
- Coffea kihansiensis A.P.Davis & Mvungi
- Coffea kimbozensis Bridson
- Coffea kivuensis Lebrun
- Coffea labatii A.P.Davis & Rakotonas.
- Coffea lancifolia A.Chev.
- Coffea lebruniana Germ. & Kester
- Coffea leonimontana Stoff.
- Coffea leroyi A.P.Davis
- Coffea liaudii J.-F.Leroy ex A.P.Davis
- Coffea liberica Hiern
- Coffea ligustroides S.Moore
- Coffea littoralis A.P.Davis & Rakotonas.
- Coffea lulandoensis Bridson
- Coffea mabesae (Elmer) J.-F.Leroy
- Coffea macrocarpa A.Rich.
- Coffea madurensis Teijsm. & Binn. ex Koord.
- Coffea magnistipula Stoff. & Robbr.
- Coffea malabarica (Sivar., Biju & P.Mathew) A.P.Davis
- Coffea mangoroensis Portères
- Coffea mannii (Hook.f.) A.P.Davis
- Coffea manombensis A.P.Davis
- Coffea mapiana Sonké, Nguembou & A.P.Davis
- Coffea mauritiana Lam.
- Coffea mayombensis A.Chev.
- Coffea mcphersonii A.P.Davis & Rakotonas.
- Coffea melanocarpa Welw. ex Hiern
- Coffea merguensis Ridl.
- Coffea millotii J.-F.Leroy
- Coffea minutiflora A.P.Davis & Rakotonas.
- Coffea mogenetii Dubard
- Coffea mongensis Bridson
- Coffea montekupensis Stoff.
- Coffea montis-sacri A.P.Davis
- Coffea moratii J.-F.Leroy ex A.P.Davis & Rakotonas.
- Coffea mufindiensis Hutch. ex Bridson
- Coffea myrtifolia (A.Rich. ex DC.) J.-F.Leroy
- Coffea namorokensis A.P.Davis & Rakotonas.
- Coffea neobridsoniae A.P.Davis
- Coffea neoleroyi A.P.Davis
- Coffea perrieri Drake ex Jum. & H.Perrier
- Coffea pervilleana (Baill.) Drake
- Coffea pocsii Bridson
- Coffea pseudozanguebariae Bridson
- Coffea pterocarpa A.P.Davis & Rakotonas.
- Coffea racemosa Lour.
- Coffea rakotonasoloi A.P.Davis
- Coffea ratsimamangae J.-F.Leroy ex A.P.Davis & Rakotonas.
- Coffea resinosa (Hook.f.) Radlk.
- Coffea rhamnifolia (Chiov.) Bridson
- Coffea richardii J.-F.Leroy
- Coffea sahafaryensis J.-F.Leroy
- Coffea sakarahae J.-F.Leroy
- Coffea salvatrix Swynn. & Philipson
- Coffea sambavensis J.-F.Leroy ex A.P.Davis & Rakotonas.
- Coffea sapinii (De Wild.) A.P.Davis
- Coffea schliebenii Bridson
- Coffea semsei (Bridson) A.P.Davis
- Coffea sessiliflora Bridson
- Coffea stenophylla G.Don
- Coffea tetragona Jum. & H.Perrier
- Coffea togoensis A.Chev.
- Coffea toshii A.P.Davis & Rakotonas.
- Coffea travancorensis Wight & Arn.
- Coffea tricalysioides J.-F.Leroy
- Coffea tsirananae J.-F.Leroy
- Coffea vatovavyensis J.-F.Leroy
- Coffea vavateninensis J.-F.Leroy
- Coffea vianneyi J.-F.Leroy
- Coffea vohemarensis A.P.Davis & Rakotonas.
- Coffea wightiana Wall. ex Wight & Arn.
- Coffea zanguebariae Lour.

## História
Considera-se que o cafeeiro seja originário da Etiópia, onde ainda hoje ocorre in natura. A partir do século VI, a planta do café começou a ser cultivada no Iêmen, onde seus frutos eram consumidos in natura. A partir do século XVI, na região do atual Irã, os grãos de café começaram a ser torrados, dando origem à atual bebida do café. No século XVII, os neerlandeses começaram a plantar mudas de café em Amsterdã e em Java. Daí, o cultivo de café se espalhou pelas colônias europeias ao redor do mundo.

## Classificação do gênero
| Sistema | Classificação                      | Referência               |
| ------- | ---------------------------------- | ------------------------ |
| Linné   | Classe Pentandria, ordem Monogynia | Species plantarum (1753) |